# 大太監與小木匠
《大太監與小木匠》是台灣電視公司1993年11月15日至1994年1月7日首播的八點檔連續劇，背景設定在明代魏忠賢亂政期間，是一部古裝黑色喜劇，黃志翔兼任製作人與編劇、鄭少峰導演，關繼威、況明潔主演，共40集。

## 演出人員
| 角色                 | 演員     | 備註                 |
| 巴大家               | 關繼威   | 石班瑜配音           |
| 袁小玉               | 況明潔   |                      |
| 王安                 | 谷峰     |                      |
| 張倩                 | 季芹     |                      |
| 李進忠（魏忠賢）     | 乾德門   | 以「乾顧騰」名義參演 |
| 客氏                 | 席曼寧   |                      |
| 張本儒               | 江明     |                      |
| 袁不凡               | 鄭少峰   |                      |
| 李康妃               | 斯琴高娃 |                      |
| 鄭貴妃               | 楊文淑   |                      |
| 太子（後來的明熹宗） | 邱心志   |                      |
| 巴大朱               | 方正     |                      |
| 客光先               | 鄭平君   |                      |
| 泰昌帝               | 王宇     |                      |
| 楊漣                 | 蔣桂沛   |                      |
| 王體乾               | 恆       |                      |
| 張皇后               | 黃琳     |                      |
| 張裕妃               | 陳孝萱   |                      |
| 朱由檢               | 趙擎     |                      |

## 主題曲
片頭曲是張真演唱的《我被青春撞了一下腰》，片尾曲則是蔣志光演唱的《人生有味》。

## 軼事
本劇拍攝前籌備一年多，曾被指稱與賴水清導演、謝祖武主演、且同年播出的台視連續劇《英雄少年》時代背景與主角性格頗為相似。
關繼威於1993年7月下旬抵達臺灣，在正式拍攝前學中文、讀劇本。本劇於1993年8月16日在中国中央电视台無錫影視基地開拍；其中片頭童男進宮的場面，由無錫市教育局動員510名年約8至10歲的男小學生支援，作剃光頭及全裸演出。拍攝期間，關繼威在鄭少峰要求下，仿效周星馳、梁朝偉的無厘頭式演技。況明潔同時「軋戲」拍攝中國電視公司連續劇《牽手出頭天》。斯琴高娃則於9月抵臺拍攝半個月，隨即轉往廣州加入電影《陽光燦爛的日子》劇組。
年齡相近的關繼威與季芹，曾於拍攝期間傳出緋聞。

## 外部連結
- 台視官方網站：經典戲劇大太監與小木匠 （页面存档备份，存于）
- 台視官方頻道：大太監與小木匠全40集 （页面存档备份，存于）
- 互联网电影数据库（IMDb）上《大太監與小木匠》的资料（英文）
- 豆瓣电影上《大太監與小木匠》的資料 （简体中文）

## 作品的變遷
| 臺灣 臺灣電視台 每週一至週五 20:00 - 21:00 | 臺灣 臺灣電視台 每週一至週五 20:00 - 21:00      | 臺灣 臺灣電視台 每週一至週五 20:00 - 21:00 |
| ------------------------------------------ | ----------------------------------------------- | ------------------------------------------ |
|                                            | 大太監與小木匠 （1993年11月15日－1994年1月7日） |                                            |
| 初戀卅年                                   | 洛神                                            |                                            |